# Witstaartgoudkeelkolibrie
De witstaartgoudkeelkolibrie (Polytmus guainumbi) is een vogel uit de familie Trochilidae (kolibries).

## Verspreiding en leefgebied
Deze soort komt voor in noordelijk, noordoostelijk en zuidoostelijk Zuid-Amerika en telt drie ondersoorten:
- P. g. andinus: oostelijk Colombia.
- P. g. guainumbi: Venezuela, de Guiana's, noordelijk Brazilië en Trinidad.
- P. g. thaumantias: van oostelijk Bolivia tot oostelijk Paraguay, oostelijk en centraal Brazilië en noordoostelijk Argentinië.